# Dendropathes
Dendropathes is een geslacht van neteldieren uit de klasse van de Anthozoa (bloemdieren).

## Soorten
- Dendropathes bacotaylorae Opresko, 2005
- Dendropathes intermedia (Brook, 1889)